# Khartoum
Khartoum er hovedstaden i Sudan og ligger, hvor Den Hvide Nil, der kommer fra Uganda, møder Den Blå Nil, der kommer fra Etiopien. Byen har en befolkning på langt over en million og danner sammen med Omdurman en metropol med 5.345.000(2018) indbyggere. Islam er den dominerende religion.